# Ducha naval
Una ducha naval (también conocida como "ducha de combate", "ducha militar", "ducha marina" o "ducha escalonada") es un método de ducharse que permite la conservación significativa de agua y energía, cerrando el agua durante la "porción media". Se utilizan alrededor de treinta segundos iniciales para mojarse, tras los cuales la persona se enjabona y hace espuma sin añadir agua; luego, se enjuaga con agua corriente, en un minuto o menos. El tiempo total de consumo de agua es típicamente menor a dos minutos.
Las duchas navales tienen su origen en los buques de guerra, donde los suministros de agua dulce son a menudo escasos. Con este método, los miembros de la tripulación pueden mantenerse limpios, conservando su limitado suministro de agua. La idea ha sido adoptada por muchas personas que desean conservar agua y la energía necesaria para calentarla, tanto por razones ambientales como económicas. De acuerdo al Departamento de Energía de los Estados Unidos, después de la refrigeración y calefacción convencional de aire, la calefacción de agua representa el mayor gasto de energía en el hogar.
Cuando los barcos de crucero marítimos no están en puerto (con fácil acceso a agua dulce), a menudo se toman duchas marinas. En una ducha de diez minutos se consumen hasta 230 litros (60 galones de EE. UU.) de agua; una ducha marina suele gastar tan poco como 11 litros (3 galones). Esto permite un ahorro per cápita de 56.000 litros (15.000 galones) al año.
En la Armada de los Estados Unidos, el antónimo de la ducha naval es la ducha estilo Hollywood. Esta es una ducha larga y sin límite en el uso del agua.
En Asia oriental y sudoriental, muchas personas están acostumbradas a bañarse sacando, con un cucharón, agua de un cubo grande, un canal o alguna otra fuente de agua apropiada. Esto supone una pausa en el "flujo" de agua durante el período de enjabonado y hacer espuma. Para estas personas, la ducha naval es el método más natural de tomar una ducha como se entiende en Occidente.
Durante vuelos espaciales de larga duración, en microgravedad, la limpieza del cuerpo se hace con poca agua. Esto obedece, en parte, a los limitados abastos de agua. La experiencia de las anteriores estaciones espaciales Salyut reveló que la mera preparación de una ducha en microgravedad es un asunto complejo, que toma gran parte de un día. No existen duchas en la Estación Espacial Internacional; en vez, se lava el cuerpo con toallas y un jabón especial que no requiere mucho enjuague. La limpieza del cabello se logra con un champú especial que no requiere mucho enjuague. El agua usada es reciclada mediante evaporación.